# 주루

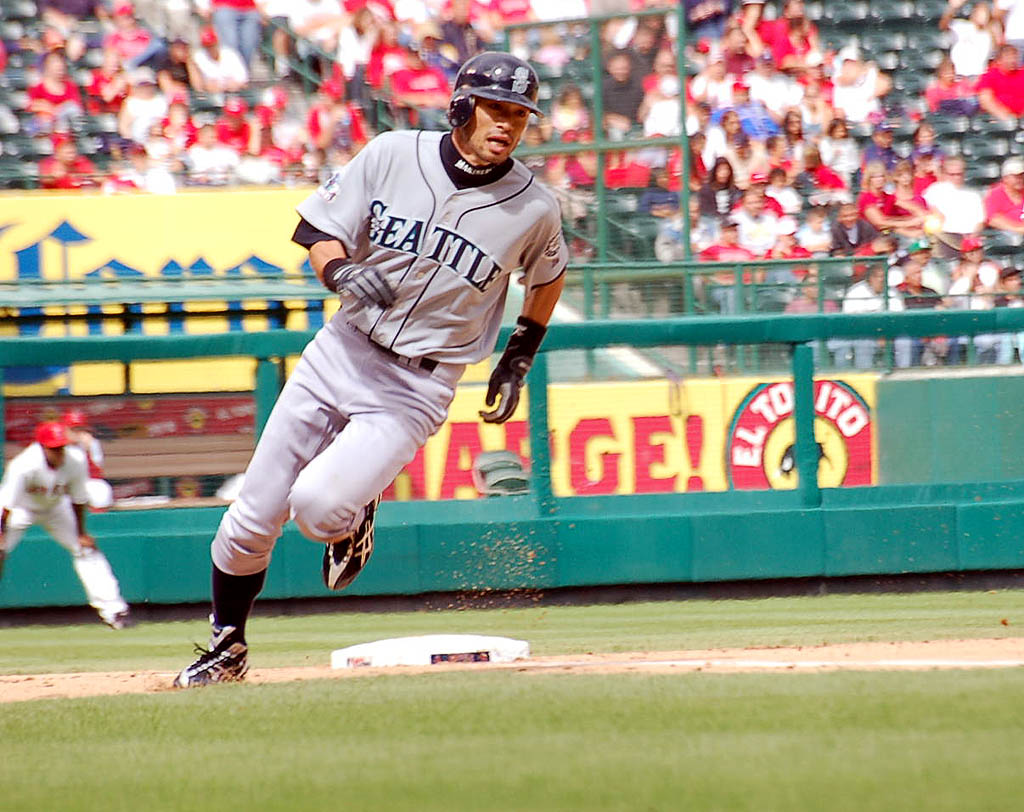
스즈키 이치로가 3루를 돌아 홈 플레이트를 향해 달리고 있다

야구에서 주루(走壘)는 타석에 있는 팀의 선수들이 베이스에서 베이스로 뛰는 행위이다. 주자(走者)란 야구에서 타자가 안타(홈런 제외), 사사구등으로 진루를 하여 1, 2, 3루에 있는 수비수가 아닌 사람을 말한다. 야구 외에 소프트볼, 티볼에서도 같이 사용되는 용어이다. 주자가 주루 중에 아웃을 당하는 경우나 그런 아웃을 일컬어 주루사(走壘死)라고 한다.
주루는 궁극적으로 홈 플레이트에 도달하여 점수를 올리는 것을 목표로 하는 경기의 전술적인 부분이다. 타자는 주자가 되기 위해 노력하고, 기존 주자들이 다음 베이스로 이동하거나 득점할 수 있도록 한다. 통계적으로 주자의 수(예: 투수에 의해 허용된 주자)는 약어 BR로 표시된다.

## 주자가 되는 경우
타자는 다음 중 하나가 발생하면 주자가 된다.
- 타자가 안타를 쳐서 아웃되지 않았을 때,
- 타자가 야수 선택으로 진루했을 때,
- 수비팀이 실책을 범하여 진루를 허용했을 때,
- 스트라이크아웃 낫아웃이 발생했을 때,
- 볼넷을 얻었을 때,
- 몸에 맞은 공을 맞았을 때, 또는
- 야수(일반적으로 포수)가 수비방해를 했을 때.

### 타자-주자
공식 야구 규칙에서는 타자가 주자가 된 시점부터 해당 플레이가 끝날 때까지의 타자를 타자-주자라고 부르며, 타자가 합법적으로 1루 또는 그 이후의 베이스에 도달하는 데 성공했는지 여부와 관계없이 사용된다. 위 목록의 마지막 세 항목(타자에게 1루가 주어지는 경우)에는 이 용어가 적용되지 않는다.

### 주자가 아닌 경우
선수가 주자가 아닌 경우는 다음과 같다:
- 득점했을 때,
- 어떤 방식으로든 아웃되었을 때,
- 대주자로 교체되었을 때,
- 이닝의 세 번째 아웃이 팀 동료에 의해 발생했을 때.

만약 주자의 팀 동료가 이닝의 세 번째 아웃을 당하면, 그 주자는 잔루 (LOB)라고 불린다.

## 베이스 주루

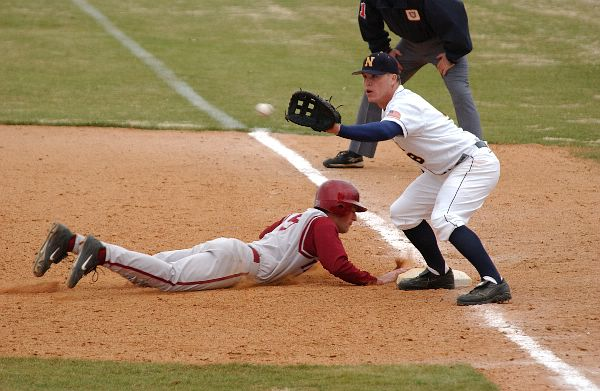
1루 주자(빨간색)에 대한 견제 시도

정당하게 차지할 권리가 있는 베이스를 만지고 있는 주자는 태그 아웃될 수 없다. 주자는 땅에 닿은 모든 페어볼에서 베이스에서 베이스로 전진할 수 있다. 공이 공중에 떴을 때(즉, 플라이 볼) 수비팀이 잡으면, 주자는 야수가 공을 처음 만진 후 자신이 점유하고 있는 베이스로 돌아와 다시 베이스를 터치해야 한다(이를 태그 업이라고 한다). 이렇게 한 후에는 자신의 위험을 감수하고 전진을 시도할 수 있다. 페어 지역에서 땅에 닿은 공의 경우, 포스 상황이라면 주자는 달려야 한다.
주자는 공이 살아있는 동안 언제든지 전진을 시도할 수 있으며, 투수가 투구하기 전이나 투구하는 동안에도 가능하다. 포수 또는 투수는 투구를 하는 대신 종종 공을 내야수 중 한 명에게 던져 주자를 태그 아웃시키려고 한다. 이러한 견제 시도는 대개 주자를 태그 아웃시키는 데는 실패하지만, 주자를 베이스에 더 가깝게 유지하는 데 효과적이다. 주자가 베이스로 다시 다이빙하는 동안 태그 아웃되면 이를 픽오프라고 한다. 주자가 다음 베이스로 진루를 시도하다가 안전하게 도달하기 전에 태그 아웃되면 도루 저지 당한 것이다. 주자의 성공적인 시도는 도루라고 불린다. 만약 투구가 포수에게서 벗어나면 주자도 전진을 시도할 수 있다. 이는 투수가 공을 놓친 책임이 있다고 판단되면 폭투가 될 수 있고, 포수의 잘못으로 판단되면 패스트 볼 (실책)이 될 수 있다. 때로는 수비팀이 도루를 시도하는 주자를 무시하기도 한다. 이 경우 주자에게는 도루가 기록되지 않고, 베이스는 수비 무관심에 의한 것으로 기록된다.

## 전략
땅볼을 깔끔하게 처리하고 빠르고 정확하게 던지는 내야수는 보통 주자가 90 피트 (27 m)를 뛰기 전에 공을 베이스에 도달시킨다. 그러나 야수의 약간의 망설임이나 실수는 주자가 안전하게 베이스에 도달할 수 있게 한다. 팀들은 상대 팀을 스카우트하여 수비가 약한 선수들을 공략한다. 예를 들어, 2루에 주자가 있고 중견수에게 깊은 플라이 볼이 날아갔을 때, 중견수의 송구가 약하다면 2루 주자는 베이스를 태그하고 아웃될 위험에도 불구하고 3루에 도달하려고 시도할 수 있다.
주루와 타격은 스퀴즈 플레이와 히트 앤드 런에서 더 나은 결과를 내기 위해 협력한다. 풀 카운트 상황에서 2아웃일 때, 진루를 강요받는 모든 주자들은 투수의 동작이 투구를 완료하도록 강제하는 즉시 달리기 시작한다. 이는 베이스로부터의 거리가 세 번째 아웃의 원인이 되지 않을 것이기 때문이다. 좋은 주자들은 다른 베이스에서 플레이가 이루어질 때 추가 베이스를 얻으려고 노력한다. 예를 들어, 단타를 친 타자는 수비가 다른 주자에게 집중하는 것이 타자에게 2루에 도달할 기회를 주는지 판단해야 한다.
슬라이딩은 주루의 중요한 부분이다. 팝업 슬라이드는 주자가 베이스를 터치하는 것을 확실히 하고, 수비가 잘못 수행될 경우 주자가 추가 베이스를 취할 수 있도록 몸을 똑바로 세워준다. 태그아웃 슬라이드는 수비수와의 충돌을 이용하여 병살을 달성하기 위한 송구와 같은 추가 동작을 방해하려고 시도한다. 그러나 이 동작은 베이스에 도달하려는 시도와 무관하게 이루어질 경우 부상 가능성 때문에 2016년부터 불법이 되었다. 3루의 베이스 코치와 아직 홈 플레이트에 있는 타자는 베이스로 접근하는 공을 보고 태그아웃을 피하기 위한 최적의 슬라이드를 주자에게 신호할 수 있다.

## 기록
1901년 이후 한 경기에서 투수가 허용한 최다 주자는 39명으로, 에디 롬멜이 1932년 7월 10일 필라델피아 애슬레틱스 소속으로 클리블랜드 인디언스를 상대로 17이닝을 구원 등판하여 18대 17로 승리했을 때 기록했다. 한 시즌 최다 주자 기록은 1883년 필라델피아 퀘이커스의 존 콜먼이 기록한 820명이다. 1973년 시카고 화이트삭스의 윌버 우드는 한 시즌에 500명 이상의 주자를 허용한 마지막 투수이다.

## 주자의 특성
- 타자 주자: 인플레이 상황에서 타격을 하여 진루중인 타자를 의미한다. 범타 처리(뜬공 등등)가 될 경우 주자의 자격을 잃는다. 1루에 무사히 도착하여 세이프 판정을 받으면 1루 주자가 되어 2루로 진루 또는 1루에 멈출 수 있다.
- 1루 주자: 득점권에는 없으며 2루 도루를 많이 시도한다. 그만큼 투수의 견제가 많다. 2루에 가는 것이 목표인 주자이다.
- 2루 주자: 도루나 진루 성공으로 득점권에 들어있는 주자이다. 3루에 가는 것이 목표인 주자이다.
- 3루 주자: 진루 성공으로 득점권에 들어있는 주자이다. 특히 본루와 가장 가까이 있는 주자로 실책이나 짧은 안타나 깊숙한 땅볼로도 득점이 가능하다.

## 주자의 아웃
- 타자의 송구방해로 도루를 시도했던 주자가 아웃이 된다.
- 직전루 후행주자가 있을 경우 (1루주자 또는 1루주자가 있을시 2루주자 또는 만루 상황에서 3루주자) 그 선수가 베이스에 도달하기 전에 공을 가지고 있는 수비수가 베이스를 건드리면 아웃된다.(포스아웃)
- 주자의 몸이 베이스에 닿지 않은 상태로 공이 있는 글러브에 닿을 경우 아웃된다.(태그아웃) 도루 견제 시나 주루 플레이에서도 같은 규칙을 시용한다.

## 같이 보기
- 득점권